# Pobladura de Pelayo García
Pobladura de Pelayo García ist eine Gemeinde (Municipio) mit 354 Einwohnern (Stand: 2024) in der Provinz León der Autonomen Gemeinschaft Kastilien-León. 

## Geographie
Pobladura de Pelayo García liegt etwa 33 Kilometer südsüdwestlich von León in einer Höhe von ca. 795 m.

## Bevölkerungsentwicklung
| Jahr        | 1900 | 1950 | 1970 | 1981 | 1991 | 2001 | 2011 | 2021 |
| ----------- | ---- | ---- | ---- | ---- | ---- | ---- | ---- | ---- |
| Einwohner   | 666  | 867  | 1065 | 911  | 741  | 542  | 418  | 374  |
| Quelle: INE |      |      |      |      |      |      |      |      |

## Sehenswürdigkeiten

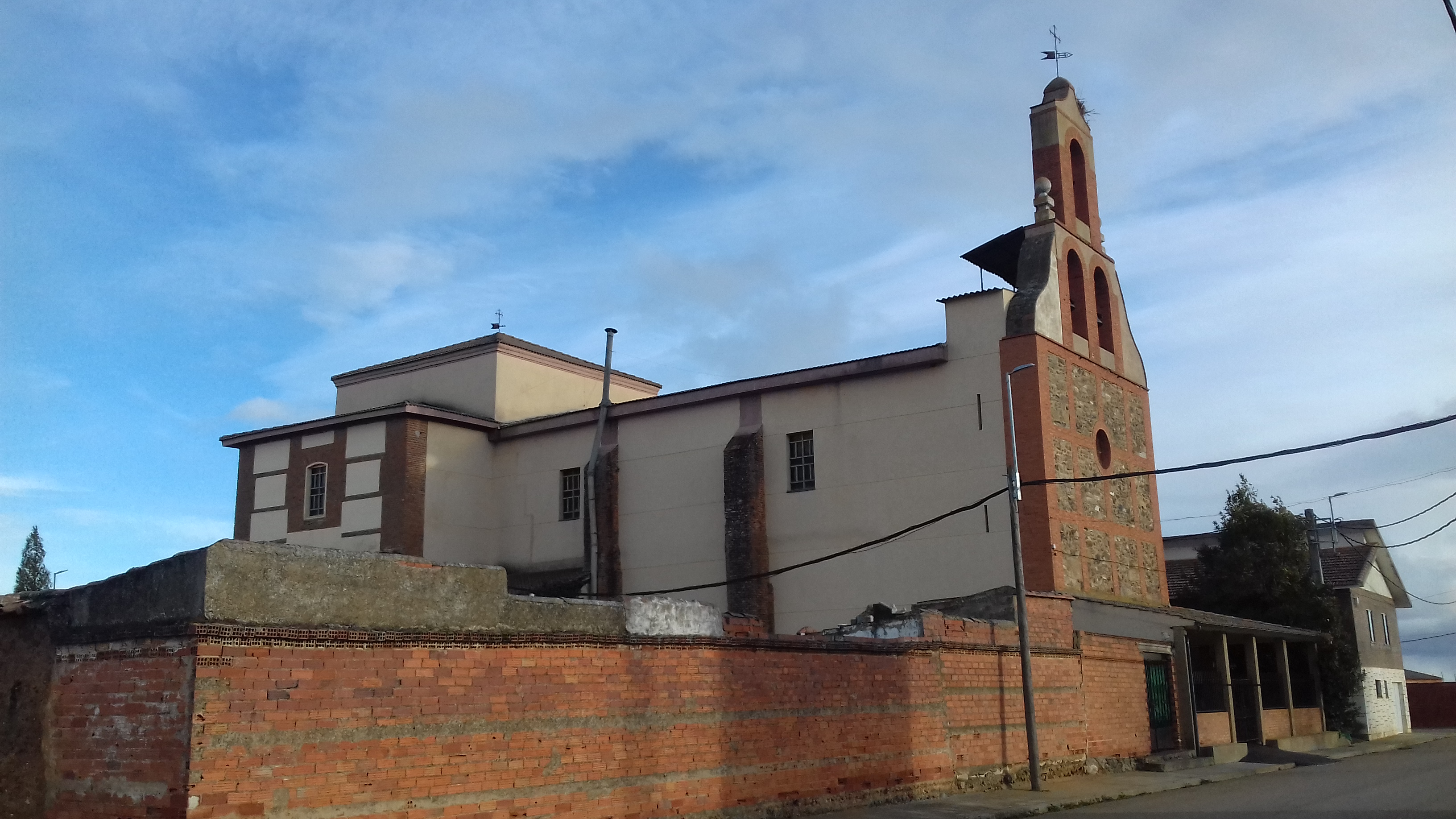
Pelagiuskirche
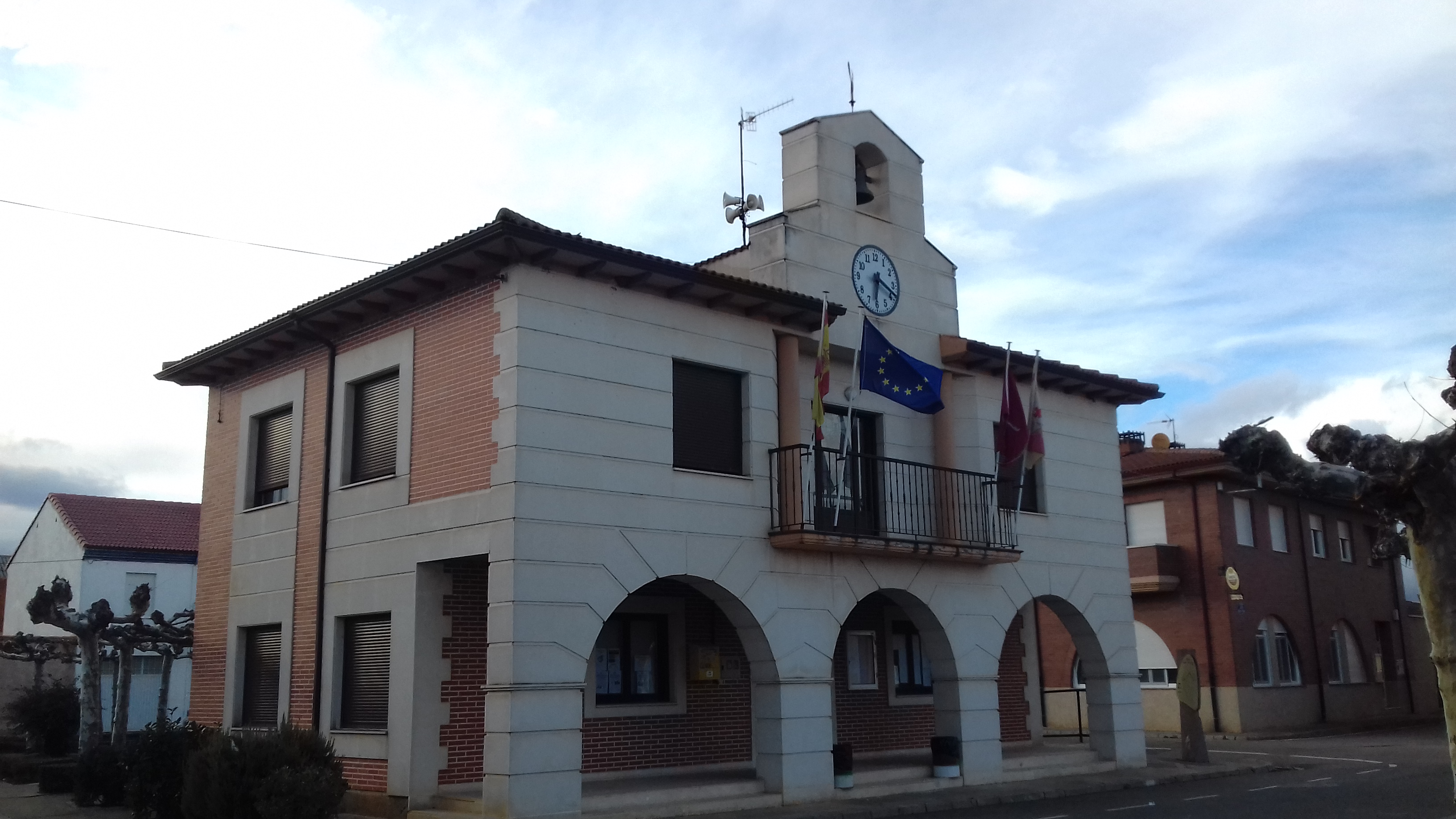
Rathaus

- Pelagiuskirche
- Rathaus